# Astragalus leucocladus
Astragalus leucocladus är en ärtväxtart som beskrevs av Aleksandr Andrejevitj Bunge. Astragalus leucocladus ingår i släktet vedlar, och familjen ärtväxter. Inga underarter finns listade i Catalogue of Life.